# Sônia Hess de Souza
Sônia Hess de Souza (Luiz Alves, SC, nasceu em 1955) é empresária brasileira, vice-presidente do Grupo Mulheres do Brasil e ex-presidente da camisaria catarinense Dudalina. Filha de Duda e Adelina, é a sexta mais velha entre 16 irmãos. Ela saiu de casa aos 17 anos para estudar na Espanha. Em seu regresso, ficou em São Paulo, onde era responsável pela área de marketing da Dudalina. Sônia assumiu o comando da empresa em 2003 e foi responsável por um crescimento anual de 30% da marca desde 2009. Em 2013, foi eleita pela revista americana Forbes a sexta mulher de negócios mais poderosa do Brasil.
Seus pais tinham um comércio que vendia desde tecidos e roupas até cereais à granel. A Dudalina nasceu, em 1957, de um equívoco de logística do senhor Duda, pai de Sônia, que era responsável pelo abastecimento do estoque e, em uma ida a São Paulo, acabou comprando muito tecido. Adelina, mãe de Sônia, pensou em transformar o excesso de tecido em camisetas masculinas, para não ficarem no prejuízo. O que resultou em um aumento do interesse pelo produto, levando Duda e Adelina a contratarem costureiras e abrirem uma pequena confecção. Logo surgiu a oportunidade de expandir os negócios e adquiriram duas outras lojas.
Em 2008, Adelina morreu, e a Dudalina ocupava a posição de maior camisaria do país, já que ela trabalhava muito para manter o equilíbrio difícil em empresas familiriares. Com a empresa em ordem, Sônia decidiu cumprir uma promessa feita à mãe — garantir um futuro tranquilo para a família e a união dos irmãos. A solução seria vender a empresa, mesmo que houvesse alguns irmãos insatisfeitos. Sônia reuniu seus irmãos e, numa votação, conseguiu oito votos favoráveis à venda.